# Kryzys komunizmu
Kryzys komunizmu – trzeci album zespołu Kryzys wydany 25 maja 2010 roku przez firmę Songood House.

## Lista utworów
źródło:
| Nr  | Tytuł utworu     | Długość |
| --- | ---------------- | ------- |
| 1.  | „Armagedon”      | 3:00    |
| 2.  | „Telewizja”      | 2:21    |
| 3.  | „Mam dość”       | 2:37    |
| 4.  | „Wojny gwiezdne” | 3:05    |
| 5.  | „Co chcesz?”     | 1:58    |
| 6.  | „Sygnał”         | 4:12    |
| 7.  | „Na plaży”       | 2:37    |
| 8.  | „Dolina lalek”   | 2:29    |
| 9.  | „Święty szczyt”  | 3:38    |
| 10. | „Ambicja”        | 3:12    |
| 11. | „Małe psy”       | 3:05    |
| 12. | „Józef K.”       | 0:36    |
| 13. | „Złodziej ognia” | 16:34   |
|     |                  | 49:24   |

- Muzyka: Robert Brylewski
- Słowa: Maciej Góralski

## Skład
źródło:.
- Robert Brylewski – wokal, gitara
- Maciej Góralski – perkusja
- Aleksander Korecki – saksofon
- Grzegorz Rytka – saksofon
- Martyna Załoga – gitara basowa, wokal
- Andrzej Kasprzyk – gitara
- Bolesław Błaszczyk - aranżacje instrumentów smyczkowych, wiolonczela, "dyszobaba" czyli samodzielnie wykonany instrument (deska, gwoździe, stalowe druty)
- Mikołaj Błaszczyk - wiolonczela

Realizacja:
- Maciej Miechowicz – realizacja nagrań
- Andrzej Kasprzyk – producent

## Listy sprzedaży
| Lista | Kraj   | Pozycja |
| ----- | ------ | ------- |
| OLiS  | Polska | 19      |